# Polyommatus tutti
Polyommatus tutti är en fjärilsart som beskrevs av Charles Oberthür 1910. Polyommatus tutti ingår i släktet Polyommatus och familjen juvelvingar. Inga underarter finns listade i Catalogue of Life.